# Oxford (Connecticut)
Oxford is een plaats in het westen van New Haven County in de staat Connecticut van de Verenigde Staten. Wijken in Oxford zijn Quaker Farms, Riverside en Oxford Center. Oxford valt onder de Naugatuck Valley Economic Development Region en de Central Naugatuck Valley Planning Area.